# (17806) Adolfborn
(17806) Adolfborn ist ein Asteroid des Hauptgürtels, der am 31. März 1998 vom tschechischen Astronomen Petr Pravec an der Sternwarte Ondřejov (IAU-Code 557) auf dem Berg Manda in Ondřejov in Tschechien entdeckt wurde.
Der Asteroid wurde am 9. Januar 2001 nach dem tschechischen Karikaturisten und Grafiker Adolf Born (1930–2016) benannt, der auch als Trickfilmzeichner und Buchillustrator arbeitete und dessen Farblithografien die Ansprüche der bildenden Kunst mit denen der humoristischen Unterhaltung verknüpfen.